# Folsom (Kalifornija)
Folsom je grad u američkoj saveznoj državi Kalifornija. Prema popisu stanovništva iz 2010. u njemu je živjelo 72.203 stanovnika.